# 마이크로소프트 파워 BI
마이크로소프트 파워 BI(Microsoft Power BI)는 마이크로소프트가 개발한 상호작용 데이터 시각화 소프트웨어 제품으로, 비즈니스 인텔리전스에 초점을 두고 있다. 마이크로소프트 파워 플랫폼의 일부이다. 파워 BI는 관련이 없는 데이터 원천을 시각적으로 몰입적이면서 상호작용적인 시야로 전환시키기 위한 소프트웨어 서비스, 앱, 커넥터들의 모음집이다. 데이터는 데이터베이스, 웹페이지, 구조화된 파일(예: 스프레드시트, CSV, XML, JSON)로부터 직접 읽는 입력이 될 수 있다.